# 小代氏
小代氏（しょうだいうじ）は、日本の氏族のひとつ。武蔵国で割拠した武蔵七党のひとつであり、児玉党を構成していた。武蔵国比企郡小代郷（しょうだいごう）が本貫地である。家紋は「団扇に三つ盛亀甲」。

## 来歴
平安時代末期に入西資行の次子・小代遠弘が小代郷を相続し、居住したことに始まる。遠弘の子・小代行平は、治承4年（1180年）に挙兵した源頼朝の下に参陣し、『吾妻鏡』によれば治承・寿永の乱において、源範頼に従って一ノ谷の戦い等で功を挙げ、越後国青木庄・中河保、安芸国見布野庄の地頭職を得た。宝治元年（1247年）に発生した宝治合戦では小代重俊が功を挙げ、同年6月23日付けで肥後国玉名郡野原荘（のばらのしょう、現在の熊本県荒尾市周辺）の地頭職を得た。文永8年（1271年）には小代重泰が蒙古襲来に備える為に野原荘に下向した。
南北朝時代に小代氏は、武家方として活躍し、永徳3年（1383年）には野原荘全体の地頭職を得た。その後、小代氏は菊池氏と対立し、大友氏の配下に入る。天文23年（1554年）、菊池義武が大友義鎮に滅ぼされると小代実忠は豊後・筑後・肥後などに広大な所領を得て、肥後屈指の有力国人となる。
天正6年（1578年）の耳川の戦いで大友義鎮が敗れると、大友氏は一気に衰退し、肥前の龍造寺隆信が肥後に進出してくる。小代親忠は激戦の末に龍造寺隆信に屈服し、 龍造寺軍の肥後平定に活躍する。
天正12年（1584年）の沖田畷の戦いで龍造寺隆信が敗死し、龍造寺氏が一気に衰退すると、親忠の子・小代親泰は島津氏に下り、大友氏攻めに加わる。

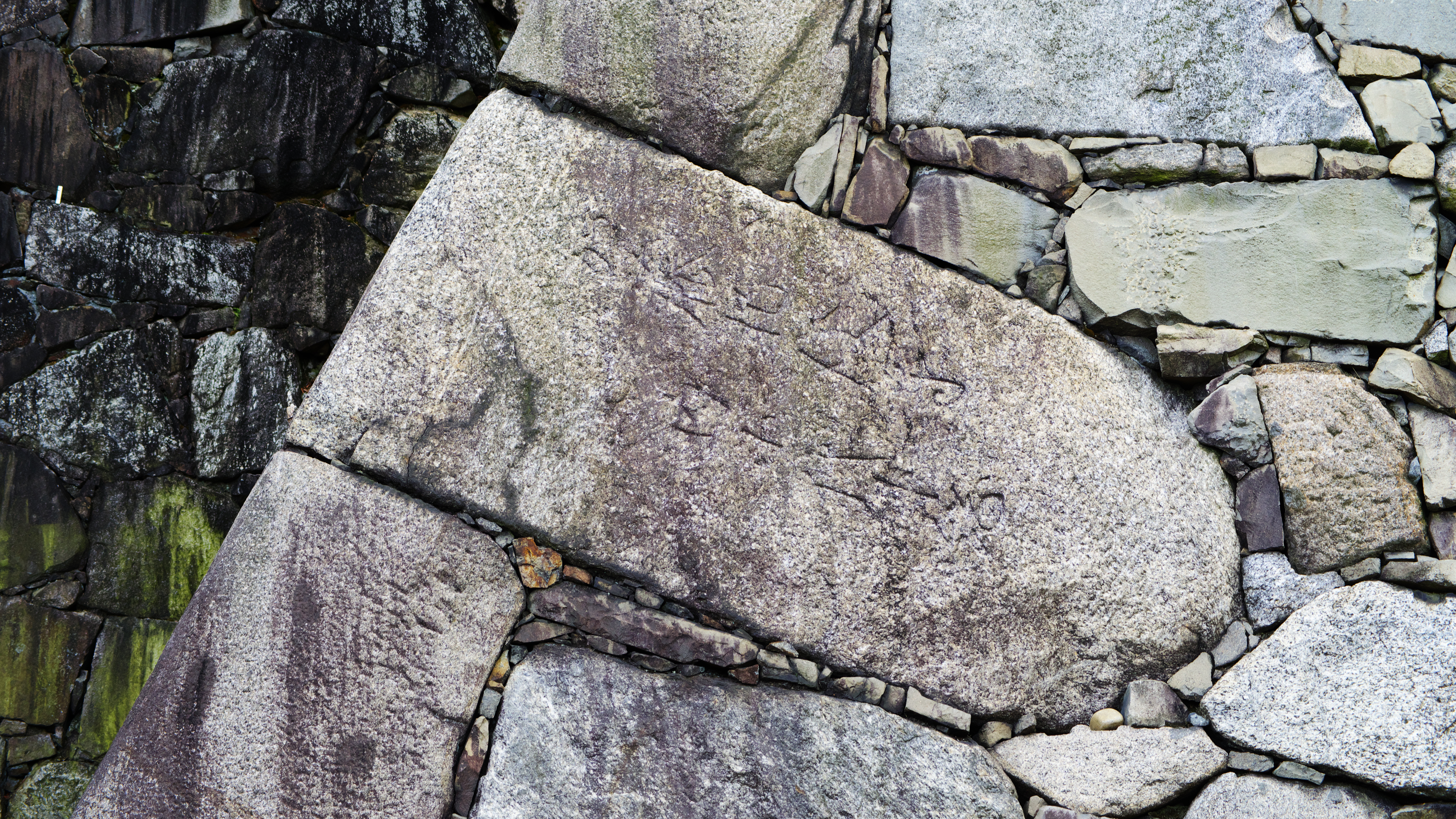
名古屋城大天守石垣内で、「加藤肥後守内小代下総」（加藤肥後守の家臣、小代下総守（小代親泰））と刻まれた石

しかし、翌天正13年（1585年）に豊臣秀吉が大友氏救援を口実にいわゆる九州征伐に乗り出すと、小代親泰は周辺国人らと同様、秀吉の下に参陣し、大幅に減らされてものの所領安堵状を交付された。肥後に佐々成政が新領主として下向して来たが、肥後国人の多くが所領を削られた。これに不満を抱く国人たちは肥後国人一揆を起す。一揆は結局鎮圧され、多くの国人が処分され、佐々成政も改易される。小代親泰は一揆発生時、大坂にいたため、責任を問われることはなかった。一説には大坂にいたのは父・親忠（宗禅）で、領国にいた親泰は成政に従って一揆と戦ったことで改めて秀吉から本領安堵と恩賞を受けたとも言う。肥後は南部を小西行長、北部を加藤清正に分割統治されることとなる。小代親泰は加藤家に仕官し、4135石を与えられ、重臣として遇された。寛永9年（1632年）に加藤家が改易され、細川家が新領主として入府すると、小代氏は細川家に仕えた。

## 史跡
- 青蓮寺（東松山市正代）
- 筒ヶ岳城跡（熊本県荒尾市府本）
- 梅の尾城跡（熊本県荒尾市府本）
- 浄業寺（熊本県荒尾市宮内出目）

## 史料
- 「小代文書」熊本県 編『熊本県史料 中世篇 第1』熊本県、1961年。全国書誌番号:49000883。